# 寬吻奈氏鱈
寬吻奈氏鱈，為輻鰭魚綱鱈形目鼠尾鱈科的其中一種，分布於東太平洋巴拿馬到祕魯北部海域，屬深海底棲性魚類，深度589-1400公尺，本魚吻短且尖，下巴觸鬚非常短，吻部與眶下空間的部份的下面沒有鱗片，體深褐色，腹部的區域藍黑色，鰓腔黑色，體長可達23公分，棲息在大陸坡底層水域，以橈腳類為食，生活習性不明，可做為食用魚。